# Ten Years (film)
Ten Years (cinese: 十年, "dieci anni") è un film del 2015 diretto da Jevons Au, Chow Kwun-Wai, Fei-Pang Wong, Kwok Zune, Ng Ka-Leung.

## Trama
Il film è composto da cinque racconti ambientati in una Hong Kong distopica del 2025. Offre una visione del territorio semi-autonomo nel futuro prossimo, con i diritti umani e delle libertà gradualmente privati dal governo centrale cinese che esercita sempre più influenza.

## Produzione e distribuzione
Prodotto con un budget ridotto, il film è stato sorprendentemente un successo, battendo Star Wars - Il risveglio della Forza nelle sale del distretto di Yau Ma Tei, dove è stato distribuito prima.
A causa di temi politici delicati del film, le autorità cinesi hanno censurato il film nella Cina continentale

## Riconoscimenti
Il film ha vinto il premio come miglior film al 35º Hong Kong Film Awards.